# Kanton Saulieu
Der Kanton Saulieu war bis 2015 ein französischer Wahlkreis im Arrondissement Montbard, im Département Côte-d’Or und in der Region Burgund; sein Hauptort war Saulieu.
Der 14 Gemeinden umfassende Kanton war 288,31 km² groß und hatte 5871 Einwohner (Stand: 2012).

## Gemeinden
| Gemeinde                | Einwohner | Code postal | Code Insee |
| ----------------------- | --------- | ----------- | ---------- |
| Champeau-en-Morvan      | 237       | 21210       | 21139      |
| Juillenay               | 50        | 21210       | 21328      |
| Molphey                 | 139       | 21210       | 21422      |
| Montlay-en-Auxois       | 151       | 21210       | 21434      |
| La Motte-Ternant        | 163       | 21210       | 21445      |
| La Roche-en-Brenil      | 891       | 21530       | 21525      |
| Rouvray                 | 580       | 21530       | 21531      |
| Saint-Andeux            | 128       | 21530       | 21538      |
| Saint-Didier            | 194       | 21210       | 21546      |
| Saint-Germain-de-Modéon | 152       | 21530       | 21548      |
| Saulieu                 | 2.837     | 21210       | 21584      |
| Sincey-lès-Rouvray      | 125       | 21530       | 21608      |
| Thoisy-la-Berchère      | 261       | 21210       | 21629      |
| Villargoix              | 173       | 21210       | 21687      |